# قسمة الغرماء
قِسمة الغُرماء

## إصطلاحاً
القسمة: اقتسام الشيء أو نصيب أو حظ، الجمع: قِسَم. وفي الحساب، تعني قسمة عدد على آخر. أو ان ياخذ كل من الشركاء أو الورثة حصته من المال أو الميراث أو نحو ذلك.
```
أما 
الغَريم
 فهو الدائن والجمع غُرماء.
[
2
]
 ونرى إن الغَريم سميَّ غَريماً لأنه يطلب حقه ويلح حتى يقبضه. والغُرم: الدَّين. ورجل غارم: عليه دَّين.
[
3
]
```

## قاعدة قسمة الغرماء
السياق هو قسمة مال المَدين المفلس على دائنيه العاديين.

## التعريف
قسمة الغرماء: هي الآلية التي يلجأ اليها المنفذ العدل لتوزيع ما حصل عليه من أموال المَدين بغية تقسيمها على المستحقين من الدائنين، والتي يفترض ان تكون أقل من أصل الدَّين.

## الدائِن المُتأخر
إذا كانت السندات المبرزة جميعها بتاريخ واحد، أو غير ثابتة التاريخ، أو لم تستند على حكم قضائي غير مبني على اقرار شفهي أو على نكول على اليمين أو على اقرار تحريري لم يثبت رسميا ان تاريخه سبق أو يوافق تاريخ الحجز، ففي هذه الحالة يجوز للحاجز المتأخر مشاركة الحاجز المتقدم في حصيلة التنفيذ على اساس قسمة الغرماء.

## التنفيذ
```
ويكون عن طريق دائرة التنفيذ من خلال 
المنفذ العدل
 والذي ينظم احكامه قانون التنفيذ، والتنفيذ هو ذلك الضرب من التنفيذ الذي يتم تحت اشراف الأجهزة القضائية والعدلية في الدولة.
[
6
]
```

## المعادلة
المبلغ الموجود حال التنفيذ عند المَدين ÷ مجموع الديون × مبلغ الدين الاصلي للدائن الواحد = المبلغ الذي يحصل عليه الدائن بنسبة دينه

## مثال
المَدين (س) عليه دَين ما مجموعه يبلغ 1000 دولار، وعند مطالبة الدائنين وِجد حال التنفيذ مجموع ما لديه من مال يبلغ 600 دولار، وعدد الدائنين أربعة، فكان الدائِن (أ) له 450، والدائِن (ب) له 200، والدائِن (ج) له 100، والدائِن (د) له 250 دولار.
فيكون نصيب كل دائِن كالآت:
- نصيب الدائِن (أ) 600 ÷ 1000×450= 270 دولار.
- نصيب الدائِن (ب) 600 ÷ 1000×200= 120 دولار.
- نصيب الدائِن (ج) 600 ÷ 1000×100= 60 دولار.
- نصيب الدائِن (د) 600 ÷ 1000×250= 150 دولار.

## أُنظر أيضاً
- المنفذ العدل
- الدَين
- الدائن
- المدين